# Casona Santa Rosa de Apoquindo
La Casona Santa Rosa de Apoquindo es un centro cultural que incluye dos museos —el de la Chilenidad y la casona que alberga tanto la Colección Mac Kellar como exposiciones temporales— y un gran parque; está ubicado en Las Condes, Santiago de Chile. El complejo se encuentra en la esquina de Colón con Padre Hurtado y la entrada es por el número 1195 de esta última calle. Fue inaugurada en 1795.

## Historia
A la llegada de los españoles, las tierras de Apoquindo, donde hoy se encuentra Santa Rosa, pasaron a propiedad del conquistador Pedro de Valdivia, quien las cedió en encomienda a su pareja de más de diez años, Inés de Suárez, asignándole para su servicio el pueblo de indios de ese sector.
El primer europeo que se instaló en el lugar de la actual casona fue el español Juan Bautista de Ureta y Ayala, nacido en Burgos y progenitor de su apellido en Chile, quien compró las tierras en 1621. Siete años más tarde, su viuda, María Ordóñez, vendió 80 cuadras planas regadas, sin contar los cerros y la cordillera, al capitán Juan de Valenzuela, en una chacra que fue origen de la propiedad de Santa Rosa de Apoquindo. Durante el siglo XVII la chacra tuvo varios dueños, uno de ellos fue el alcalde y corregidor de Santiago, Juan Rudolfo Lisperguer, tío de Catalina de los Ríos y Lisperguer, La Quintrala, quien la adquirió en 1652. Hacia 1680 la propiedad perteneció al capitán Francisco Díaz Pimienta, de origen portugués, cuya familia conservó las más de 450 hectáreas durante todo el siglo XVIII, hasta que sus descendientes la vendieron a Manuel de Coo y Ureta en 1795, por el precio de 25.000 pesos. Esta suma comprendía la mitad de los aperos, ganados, esclavos y muebles. El comprador descendía, por línea materna, del antiguo dueño Juan Bautista de Ureta.

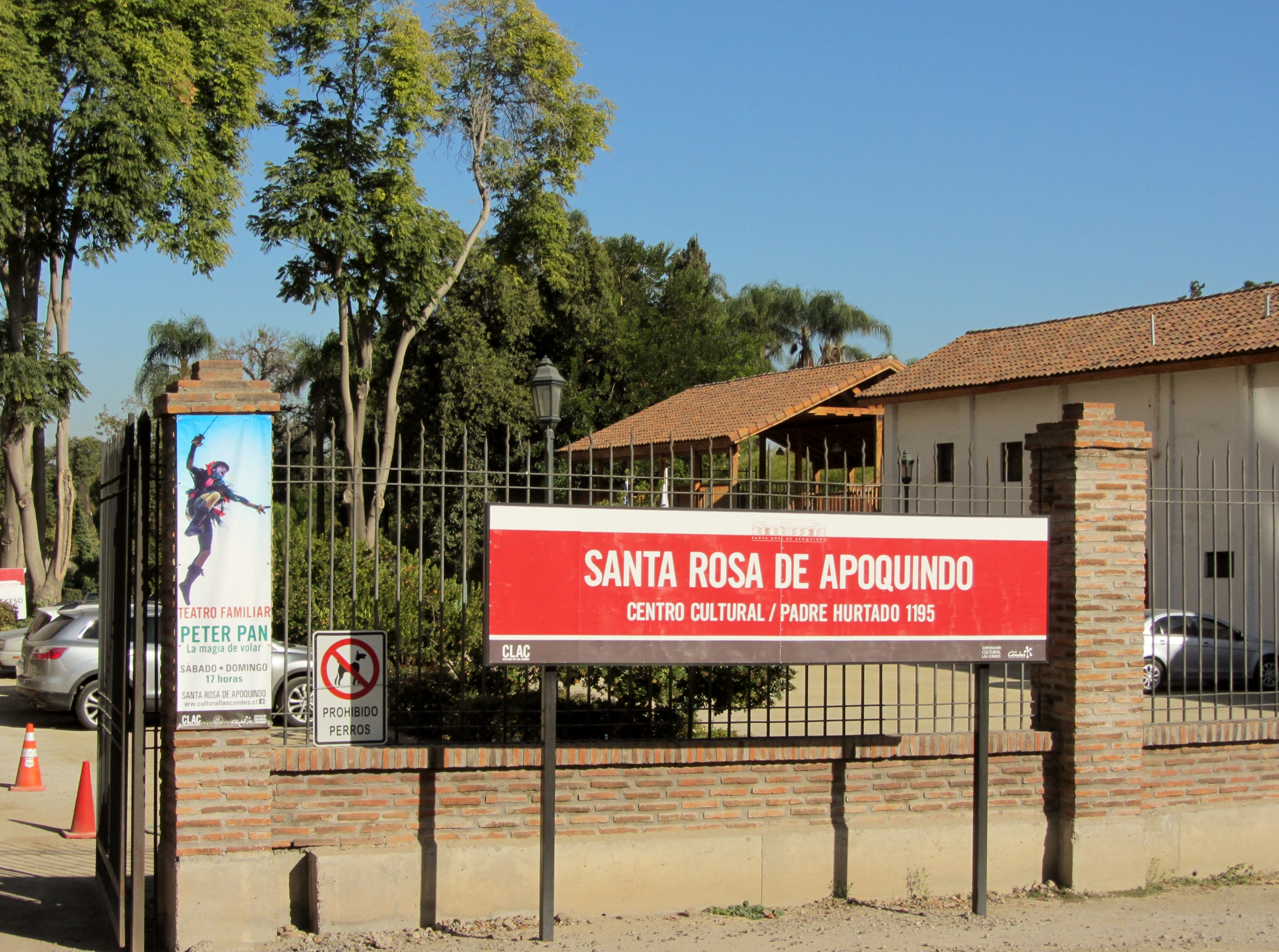
Entrada a Santa Rosa de Apoquindo

Los Coo, unidos por muchos años a la historia de Apoquindo, habían castellanizado su apellido. Manuel Coo —nieto de Luis de Caux Guelon, francés de Saint Maló, que se casó con Magdalena Ureta y Valenzuela— construyó en la primera mitad del siglo XIX unas casas de adobe y tejas, con maderas de la región; los corredores formaron un patio hacia el exterior, desde donde se divisaba una pequeña viña. Se cultivaba chacarería, trigo y cebada. A esta familia se debió que la propiedad fuera llamada durante mucho tiempo la chacra de Lo Coo. Luego la casa perteneció a Gabriel Varela y después a Ignacio Gabriel Ossa.
En 1859 la compró el expresidente Manuel Blanco Encalada —por lo que pasó a llamarse Lo Encalada—, quien se encargó de refaccionar la casa con frisos y columnas (más propios del estilo portugués que español), la decoró con elegantes muebles, obras de arte, alfombras y tapicerías. Además, diseñó un hermoso parque con diversas especies de árboles.
Años después de la muerte del almirante, la familia Blanco se la vendió en 1898 al agricultor José Eugenio Guzmán Irarrázaval (senador entre 1900-1906 del Partido Liberal Coalicionista), quien la rebautizó como Santa Rosa de Apoquindo en honor a su mujer, Rosa Montt, hija de Manuel Montt, presidente de Chile durante dos periodos consecutivos (1851-1861). A la muerte de Guzmán, acaecida en 1909, su viuda se hizo cargo de la propiedad, que diez años más fue heredada por su hijo Roberto Guzmán Montt, primer alcalde de Las Condes, quien desde 1930 fijó con su mujer Luisa Hurtado Vial su residencia permanente en Santa Rosa. La única hija de ambos, Luisa, se casó con el ingeniero Gustavo Gandarillas Prieto y hasta el año 2004 fue el lugar de residencia de sus descendientes. Las hermanas María Eugenia, Patricia, Paz y Yolanda Gandarillas Guzmán donaron ese año la construcción a la comuna para que se convirtiera en un museo.
La Municipalidad de Las Condes, junto con el Instituto de Restauración Arquitectónica de la Universidad de Chile, realizó un delicado proceso de recuperación y conservación del conjunto donado.   
Entre 2008 y 2010 la casona albergó el Museo del siglo XIX y fue escenario de diversos eventos culturales como el Festival de la Danza o el Salón de Anticuarios, pero debido al terremoto de ese último año, fue clausurada entrando en un nuevo proceso de restauración que finalizó en 2012.

## Actualidad

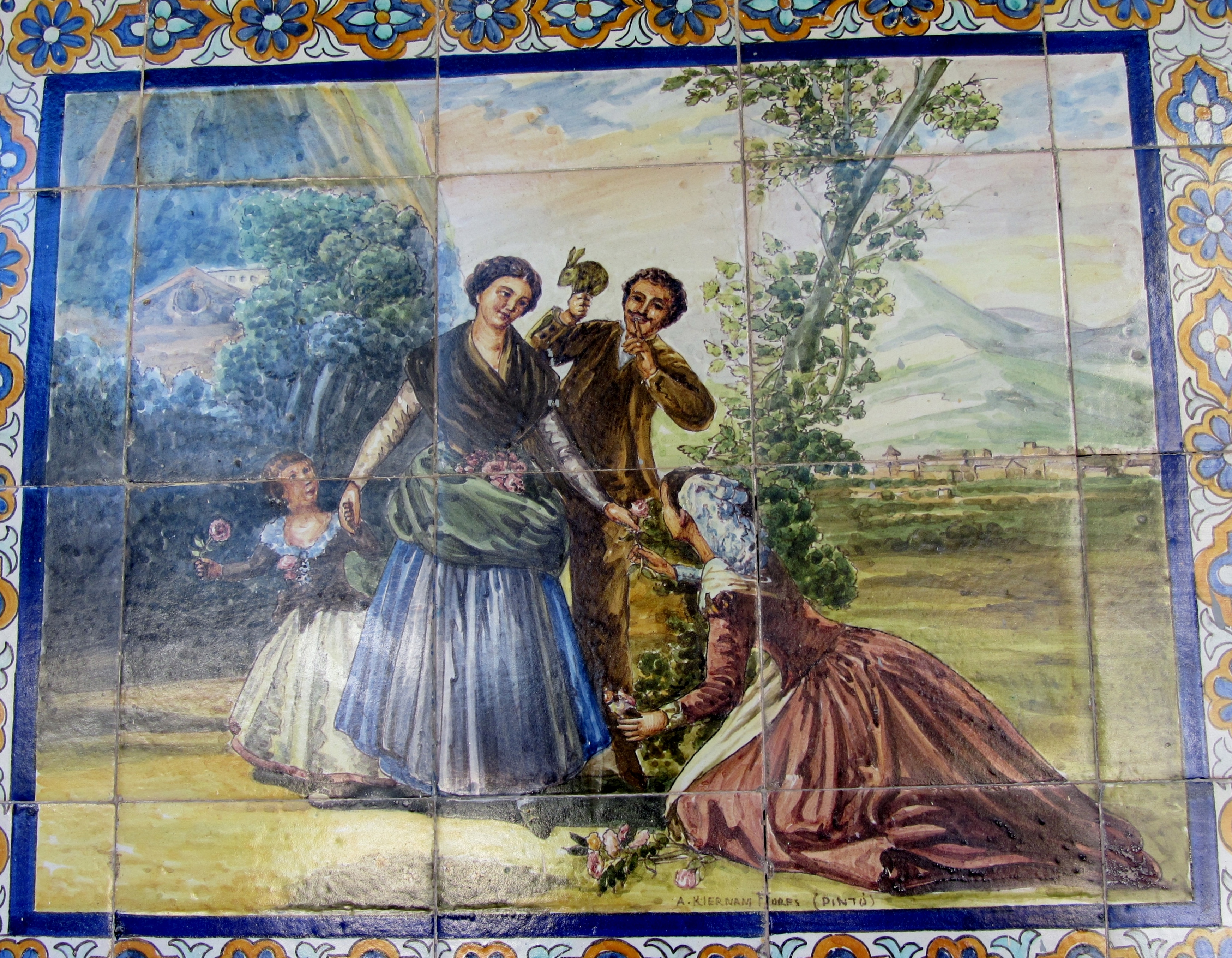
Las floreras, reproducción del cartón de Goya por Kierman.

En Santa Rosa de Apoquindo funciona actualmente la casa-museo que alberga la Colección Mac Kellar. Las más de 100 obras donadas en 2010 por el connotado colecionista de arte Ricardo Mac Kellar Jaraquemada ocupan varias salas de la casona, que tiene también espacios para exposiciones temporales, además de dependencias administrativas.
La casona en sí es una obra patrimonial, con azulejos en sus muros, algunos de los cuales reproducen famosas obras, como, por ejemplo, de Goya, pintados por el ceramista español de ascendencia holandesa Antonio Kiernam Flores. Otros, de autor no determinado, son en recuerdo de Roberto Guzmán Montt, el primer alcalde de Las Condes que fue su propietario; el que reproduce a Don Quijote con Sancho Panza es de la fábrica de cerámica Casa González (Sevilla); también los hay pequeños, de inscripciones a veces humorísticas, como el que dice «Cuando el abad está contento lo está todo el convento».
En el cuerpo adyacente a la casona, conocido como La Llavería, se ha instalado el Museo de la Chilenidad, organizado por iniciativa de la Federación de Criadores de Caballos Chilenos, que tiene su sede ahí mismo, y de la Municipalidad de Las Condes en torno a la cultura del huaso chileno.
El parque de Santa Rosa, llamado parque Gandarillas, posee 70 mil metros cuadrados de superficie. Las primeras especies arbóreas y el diseño del mismo lo inició el expresidente Manuel Blanco Encalada. Entre sus especies destacan cedros del Líbano, palmas chilenas, araucarias, palmeras datileras, plumosas.

## Galería

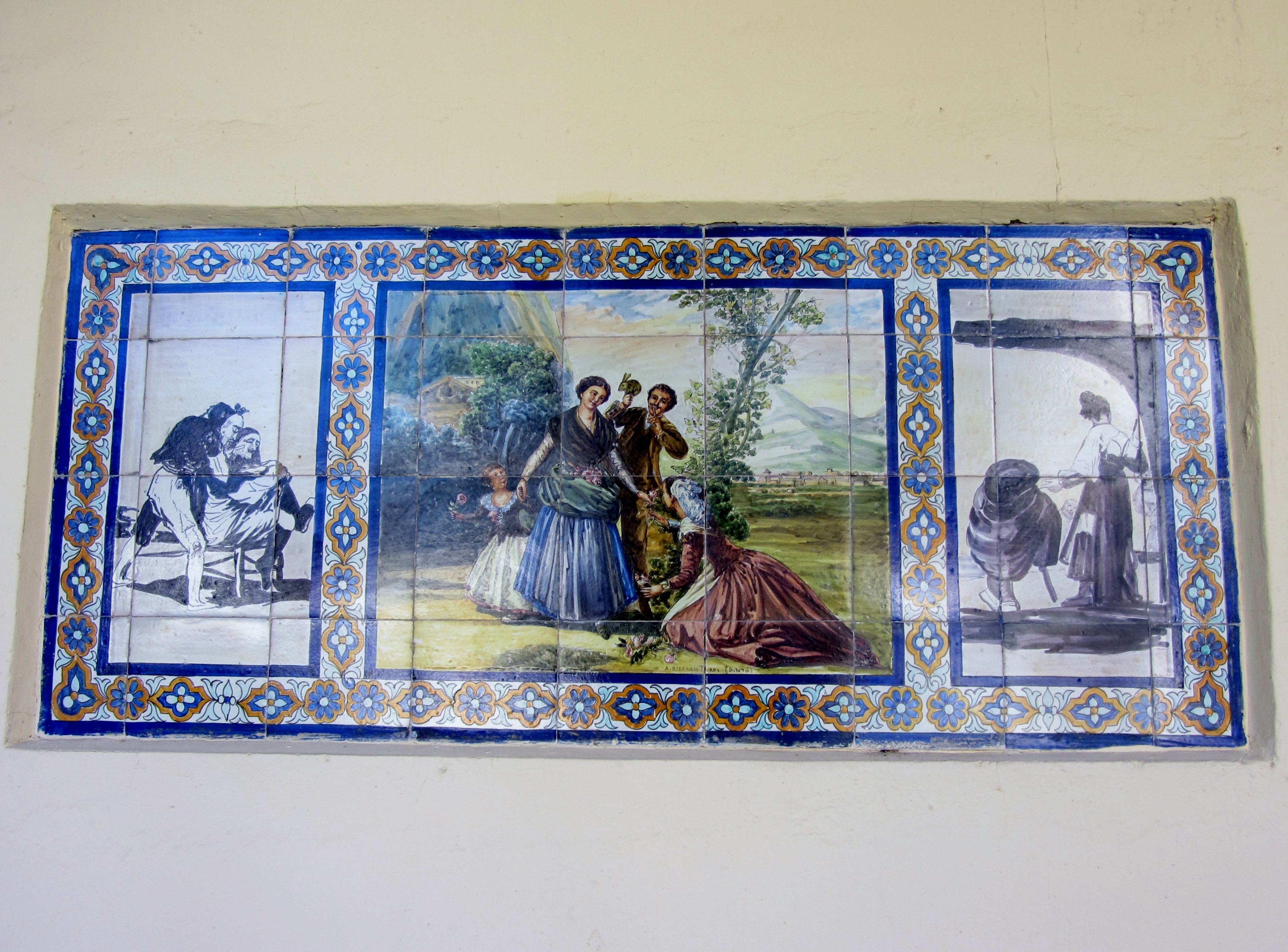
Las floreras (Kierman)
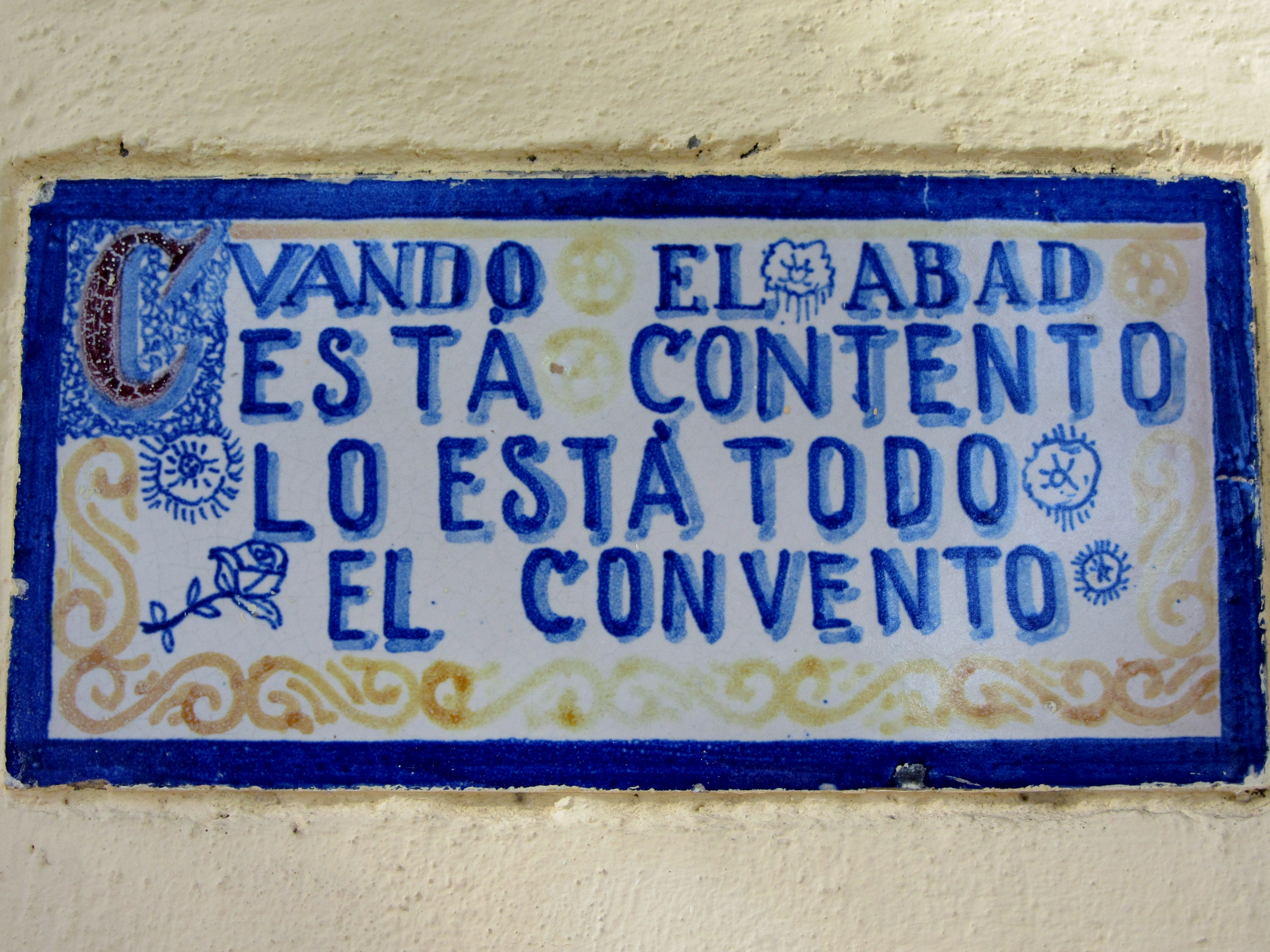
Cuando el abad está contento lo está todo el convento
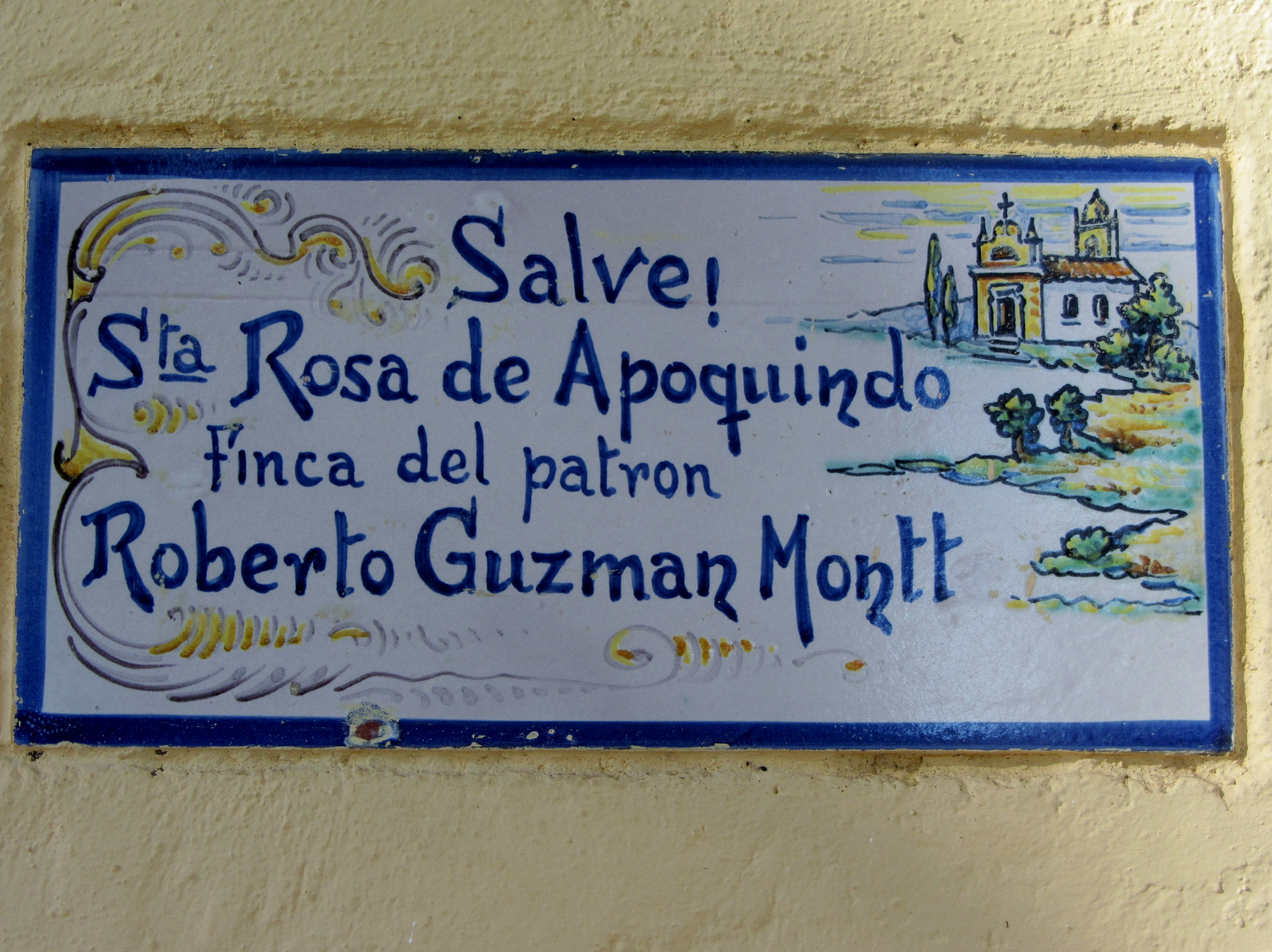
Salve! Santa Rosa de Apoquindo
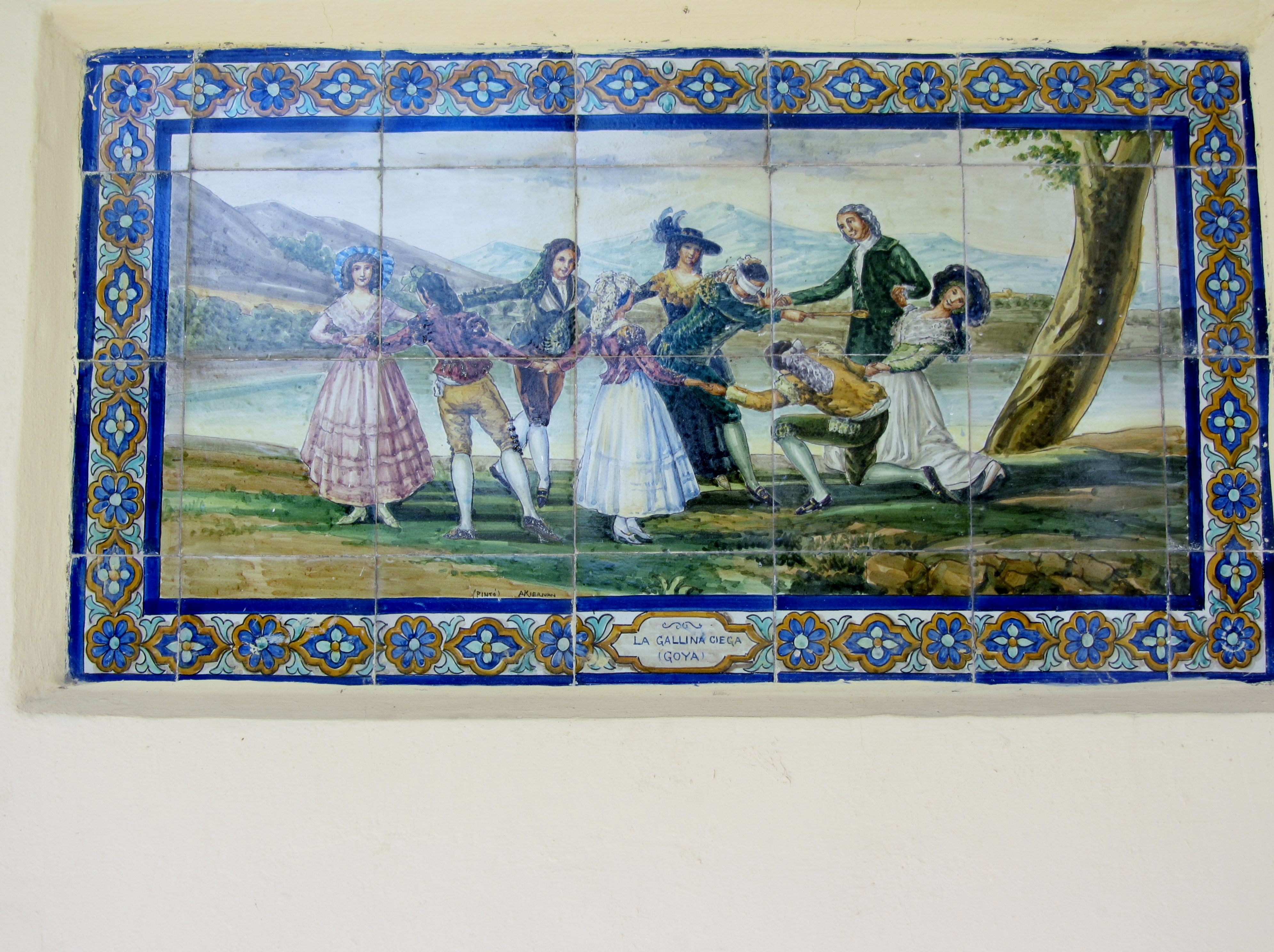
La gallina ciega (Kierman)
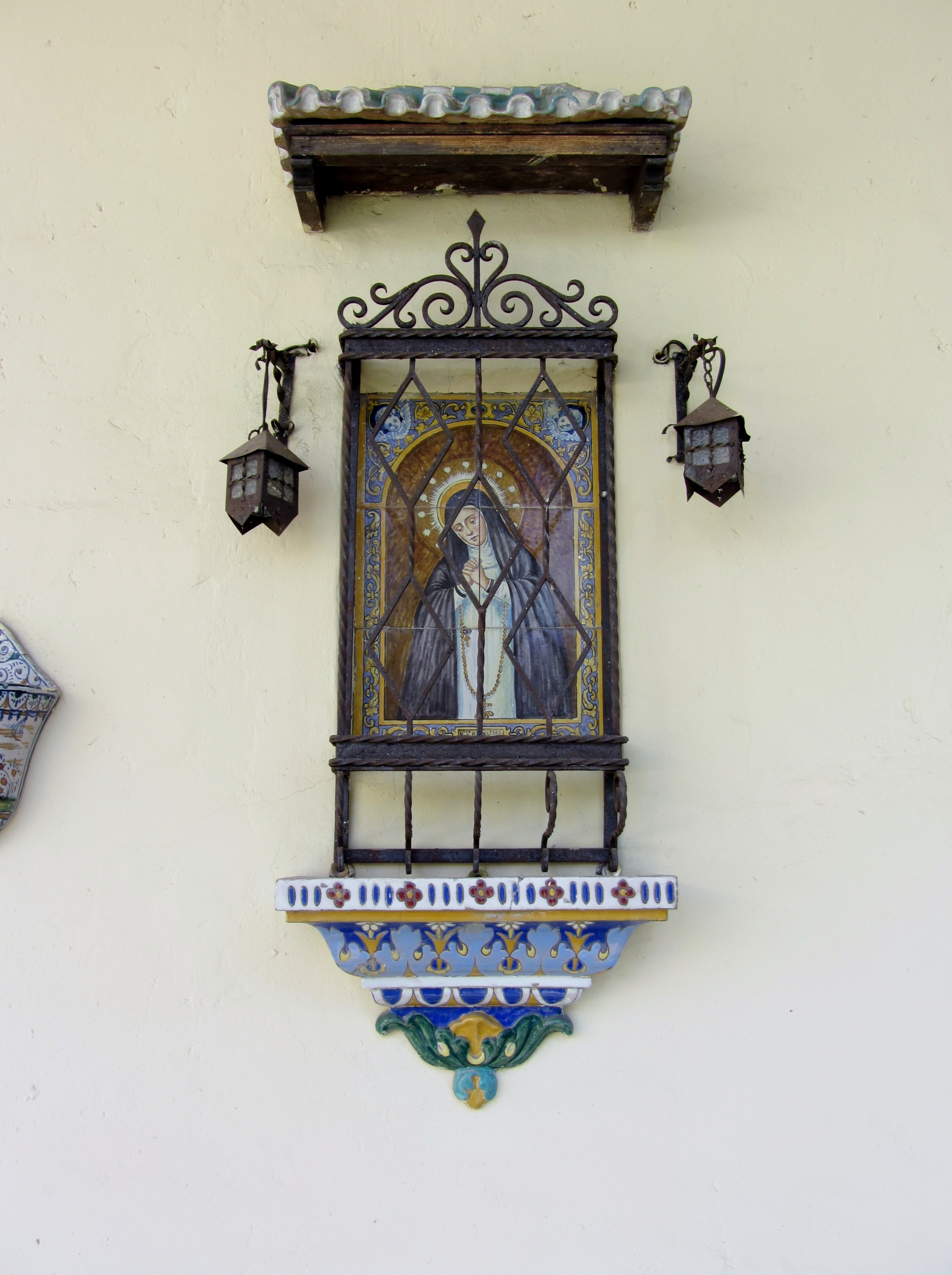
Nuestra Señora de la Soledad
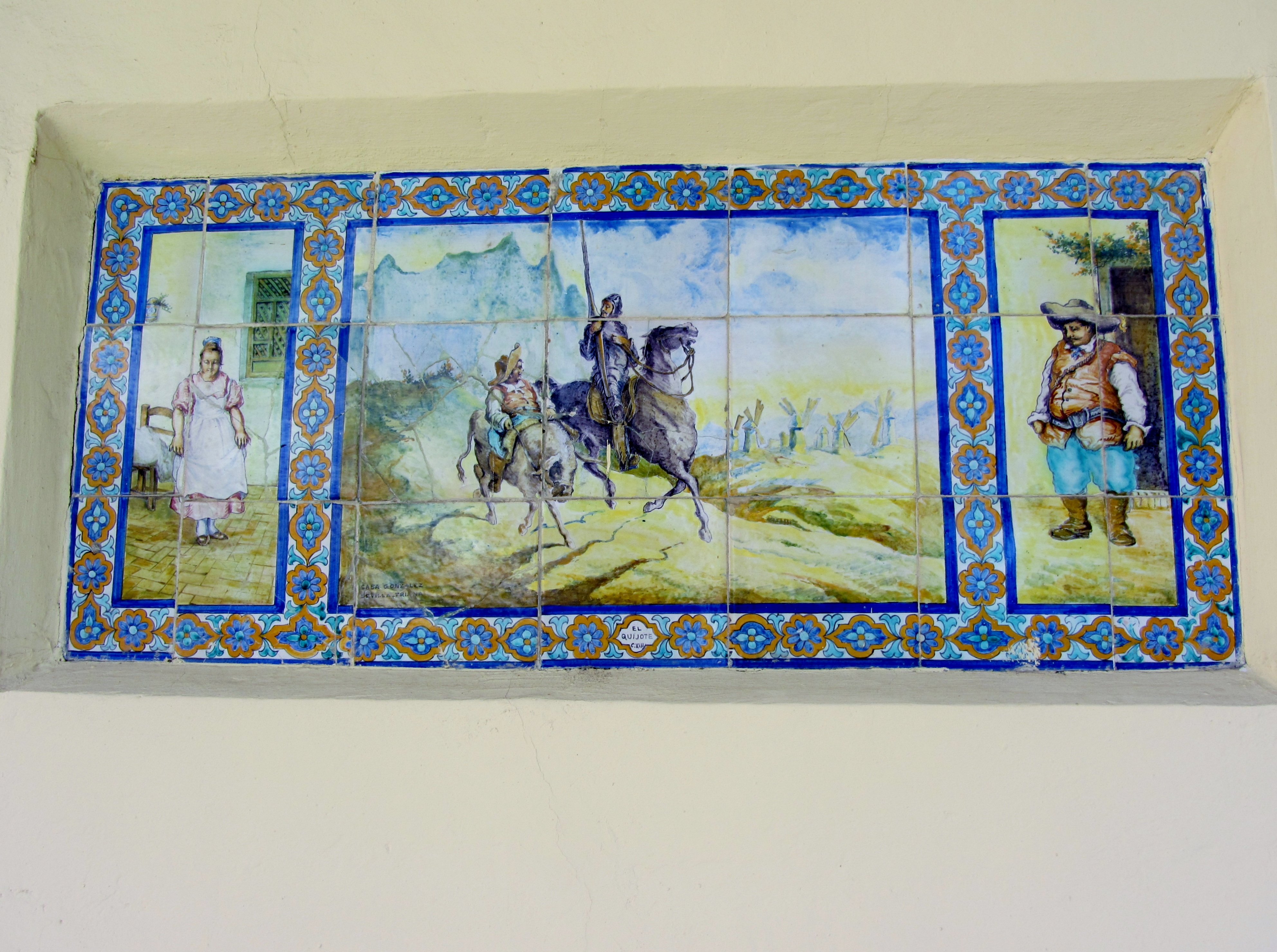
Don Quijote y Sancho Panza (Casa González)
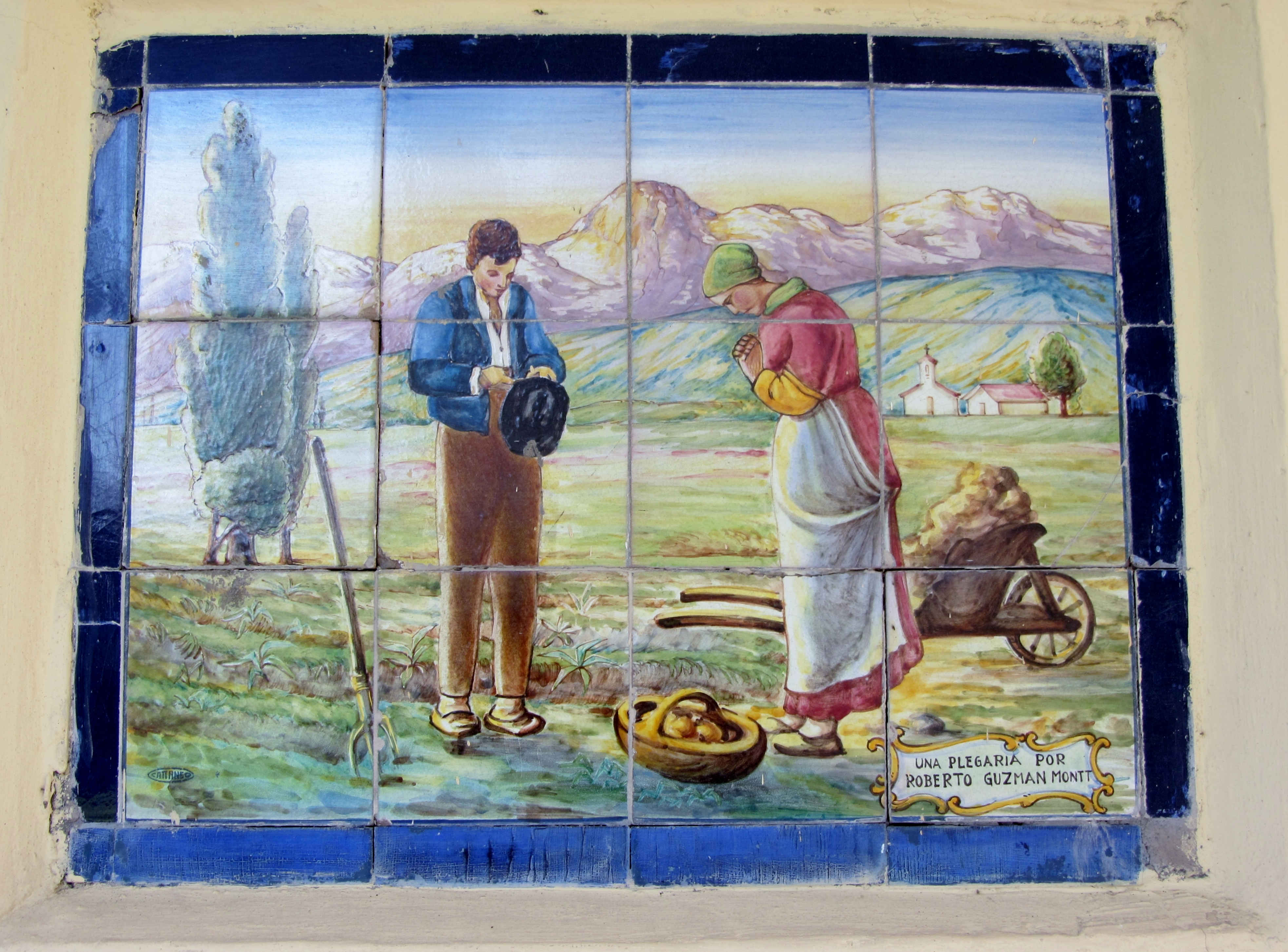
Una plegaria por Roberto Guzmán Montt
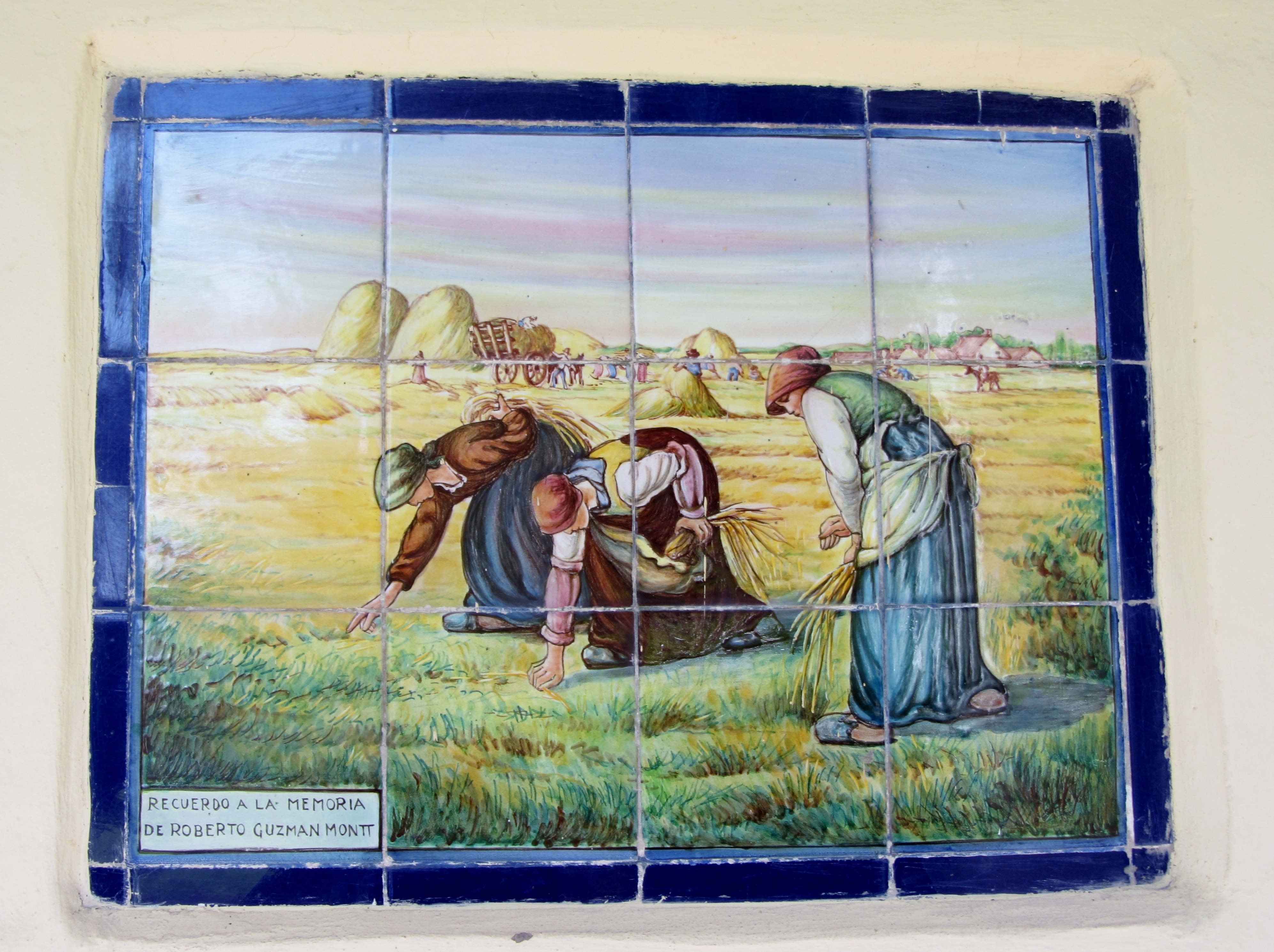
Recuerdo a la memoria de Roberto Guzmán Montt

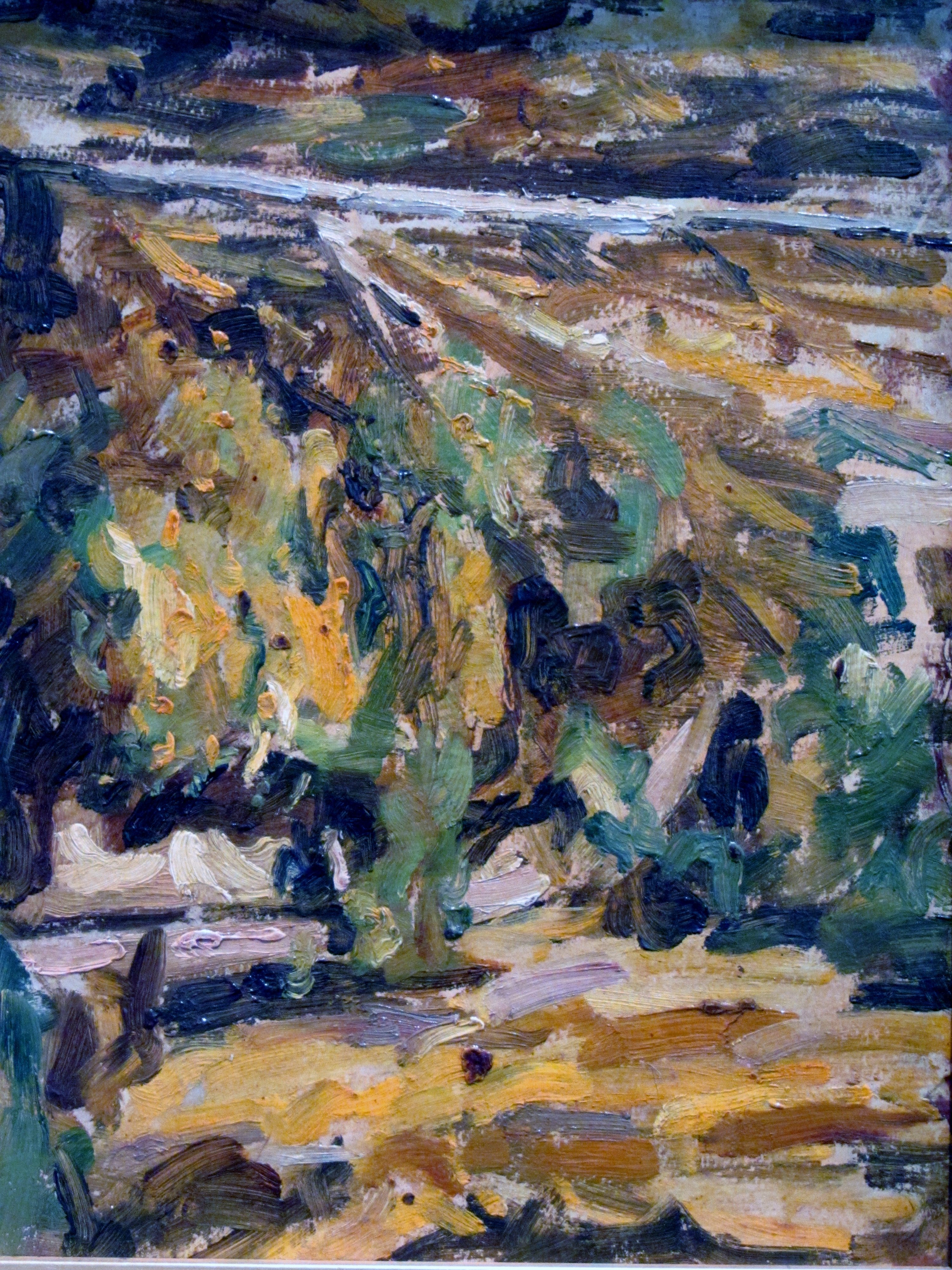
Parrón, Juan Francisco González
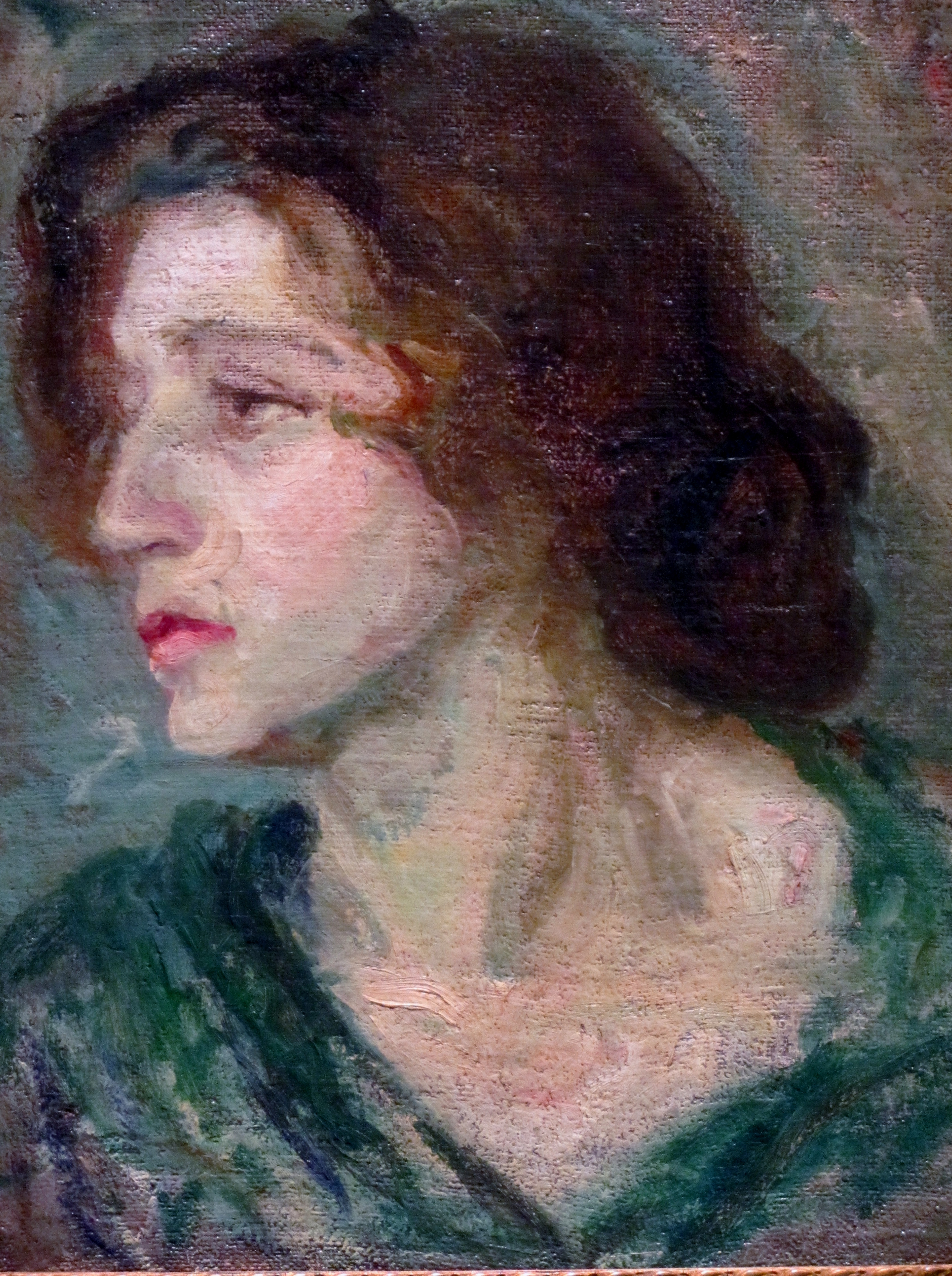
Retrato de Henriette, González
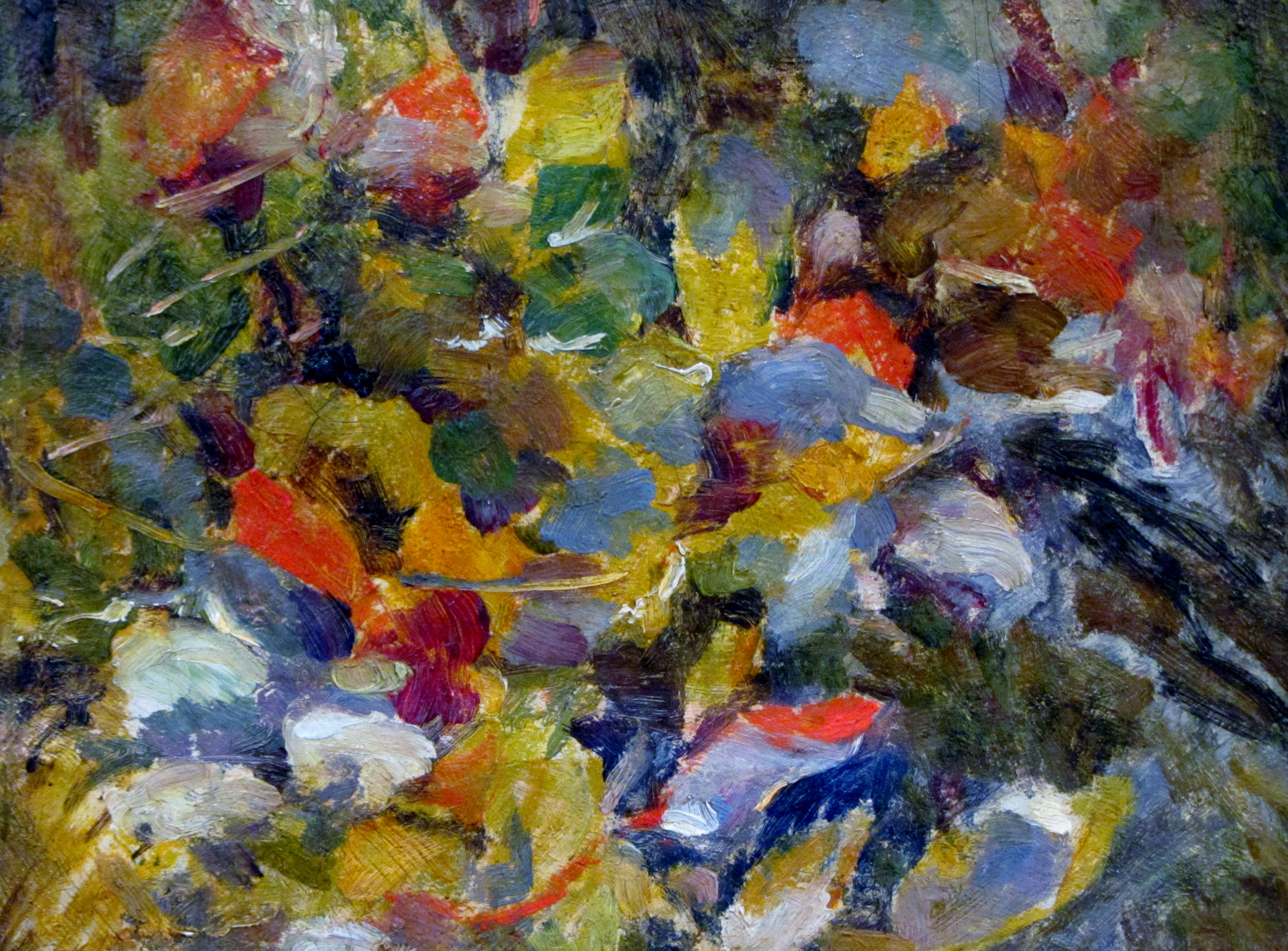
Zarzamora, González
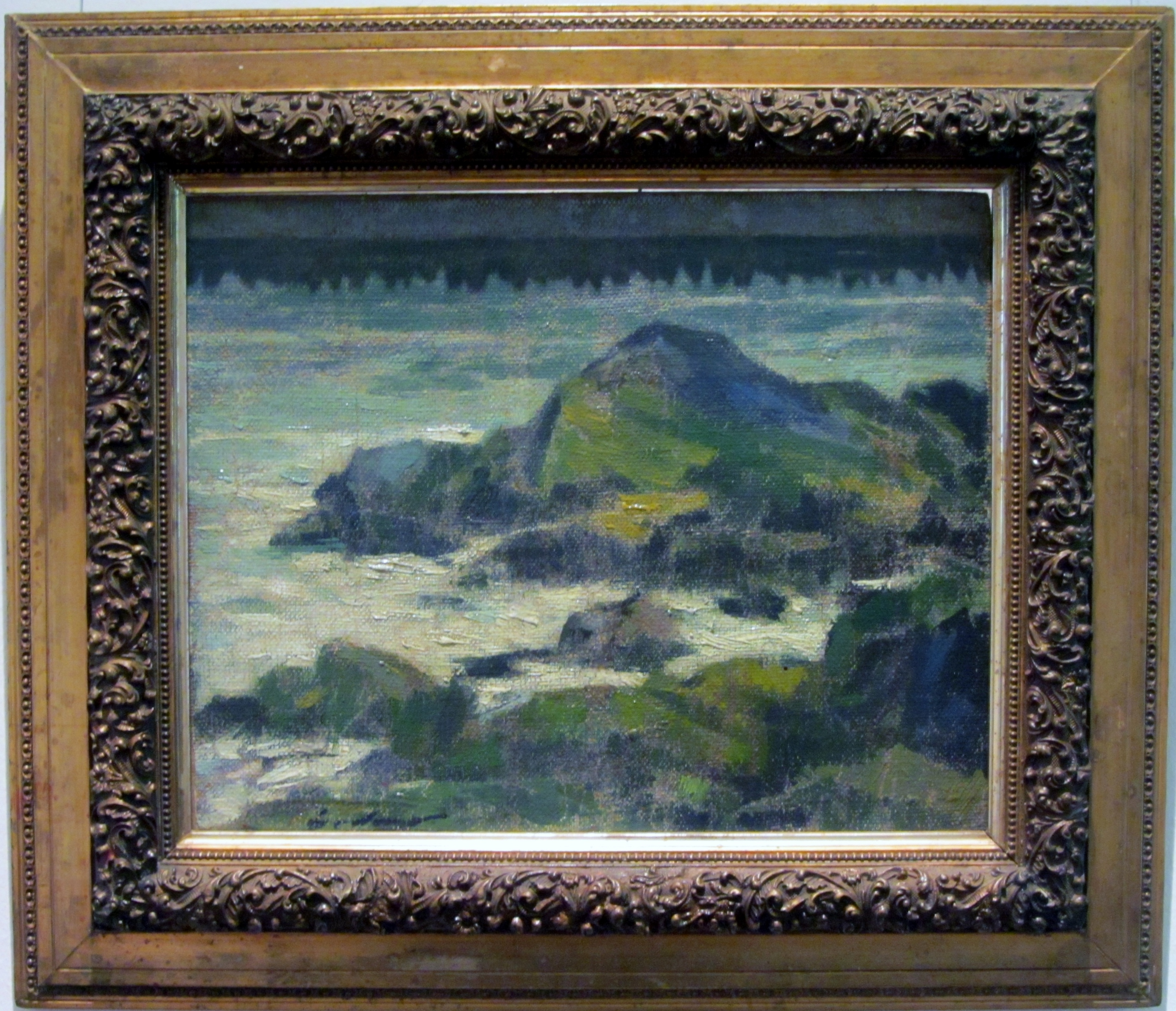
Rocas de Con-Cón, Arturo Gordon
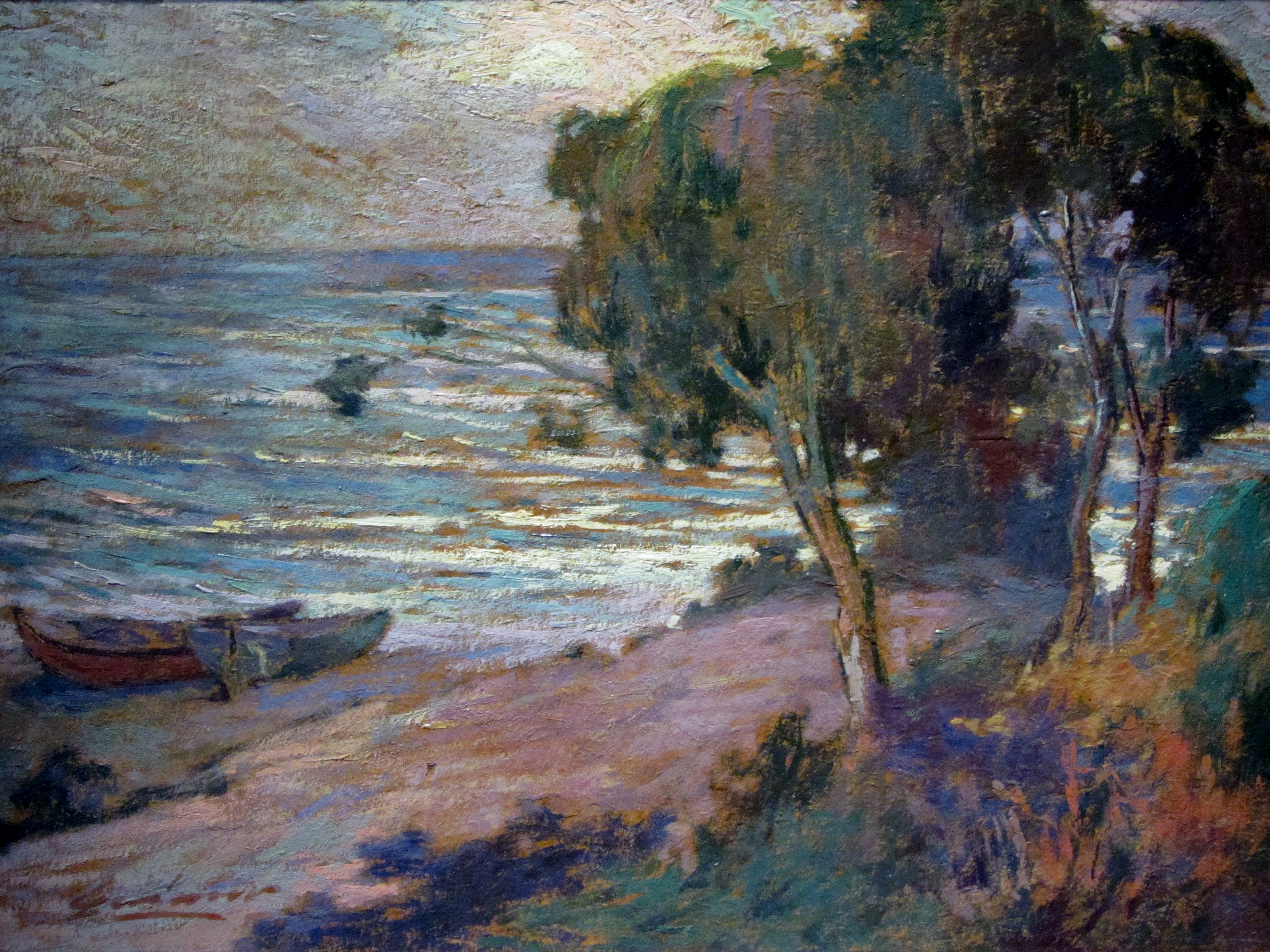
Botes de Con-Cón, Gordon